# 谢讷河畔厄格维尔
谢讷河畔厄格维尔（法語：Heugueville-sur-Sienne，法語發音：[œɡvil syʁ sjɛn]）是法国芒什省的一个市镇，属于库唐斯区。

## 地理
谢讷河畔厄格维尔（49°2'8"N, 1°31'27"W）面积5.88 平方千米，位于法国诺曼底大区芒什省，该省份为法国西北部沿海省份，西、北、东北三面环大西洋，东起顺时针与卡爾瓦多斯省、奧恩省、马耶讷省和伊勒-维莱讷省接壤。
与谢讷河畔厄格维尔接壤的市镇（或旧市镇、城区）包括：谢讷河畔图维尔、布里克维尔-拉布卢埃特、谢讷河畔奥尔瓦勒。

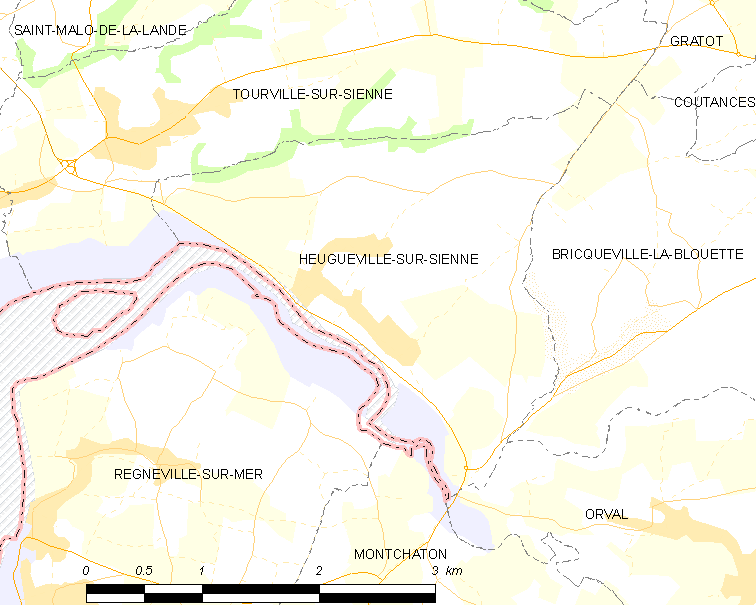
谢讷河畔厄格维尔的OSM定位图

谢讷河畔厄格维尔的时区为UTC+01:00、UTC+02:00（夏令时）。

## 行政
谢讷河畔厄格维尔的邮政编码为50200，INSEE市镇编码为50243。

## 政治
谢讷河畔厄格维尔所属的省级选区为库唐斯县。

## 人口

1962-2008年间谢讷河畔厄格维尔人口变化图示

谢讷河畔厄格维尔于2022年1月1日时的人口数量为462人。